# Katoucha Niane
Katoucha Niane (ur. 1960 w Conakry w Gwinea, zm. 1 lutego 2008 w Paryżu we Francja) – francuska modelka pochodząca z Gwinei.
Jedna z pierwszych światowej sławy supermodelek z czarnego lądu. Jako modelka pracowała dla projektantów światowej sławy jak na przykład Thierry Mugler, Paco Rabanne, Yves Saint-Laurent i Christian Lacroix. Córka pisarza i historyka Djibril Amsir Niane. Matka trójki dzieci.
Mieszkała na barce mieszkalnej, przy moście Aleksandra III na Sekwanie w Paryżu. 1 lutego 2008 roku wracała do swego domu z przyjęcia i wtedy widziano ją po raz ostatni. 4 lutego paryska policja rozpoczęła poszukiwania zaginionej. Jej ciało, wyrzucone przez Sekwanę na brzeg, znaleziono 28 lutego 2008 roku. Przyczyną śmierci był prawdopodobnie wypadek lub samobójstwo.